# Марано, Лора
Ло́ра Мара́но (англ. Laura Marano; род. 29 ноября 1995, Лос-Анджелес, Калифорния, США) — американская актриса, певица и фотомодель. Получила мировую известность, сыграв роль главной героини в телесериале «Остин и Элли».

## Биография
Лора Мари Марано родилась 29 ноября 1995 года в Лос-Анджелесе, штат Калифорния, США. Её отец Дамиано Марано работает в колледже профессором, а мать Эллен Марано — бывшая актриса, является владелицей театра Agoura Children’s Theatre. Лора также является младшей сестрой американской актрисы Ванессы Марано, известной по телесериалу «Их перепутали в роддоме». Марано говорила, что прекратила посещение школы с момента начала съёмок «Остина и Элли», однако позже она вернулась для обучения в старших классах. В 2014 году она окончила школу.

### Актёрская карьера
Первый актёрский опыт появился у Лоры в пять лет, когда она начала принимать участие в различных театральных постановках и рекламных роликах. Ее первая роль была в сериале «Без следа» в 2003 году. Она снялась во второстепенных ролях в таких проектах, как «Говорящая с призраками», «Декстер», «Медицинское исследование», «Хафф» и «Новая Жанна д’Арк» и т. д. Также она озвучила небольшие роли в мультфильмах «В поисках Немо» и «Ледниковый период: Глобальное потепление». В 2005 году вышел фильм «Пиджак», в котором она сыграла юную версию персонажа Киры Найтли, Джеки. Её более значимые роли были в сериалах «Вернутся к вам» и «Программа Сары Сильверман». Марано была одной из участниц ток-шоу «А ты умнее пятиклассника?» на телеканале FOX. Также она появилась в фильме «SuperПерцы» и сериалах «Герои», «Тру Джексон», «Холостяк Гари» и «Детский госпиталь».
В 2010 году Лора была принята на главную женскую роль Элли Доусон в молодёжном ситкоме «Остин и Элли», премьера которого состоялась 2 декабря 2011 года на канале Disney. В 2014 году она снялась в клипе британской группы The Vamps «Somebody To You», при участии Деми Ловато. Также она приняла участие в диснеевских проектах «Джесси», «Лив и Мэдди», «Истории Райли», «Рыбология» и «Крутой ниндзя». В 2015 году состоялись премьеры комедии «Погоня за красотой» и драмы «Возвращение домой», в которых Марано сыграла главную роль, и вышел фильм «Элвин и Бурундуки: Грандиозное бурундуключение», где Лоры сыграла второстепенную роль. 10 января 2016 года «Остин и Элли» официально завершил свой показ на телевидении после 4 сезонов.
12 января 2016 на радио «Дисней» состоялась премьера собственного шоу Лоры — «For the Record», в котором она берет интервью у различных артистов. Шоу посетили такие знаменитости, как: Ариана Гранде, Ник Джонас, Меган Трейнор, Трой Сиван, OneRepublic, Келли Кларксон и т. д. Первыми гостями стали ее коллеги по «Остин и Элли», Росс Линч, Рейни Родригез и Келум Уорти.
В мае 2017 года у нее начались съёмки фильма «Война с дедом» вместе с Робертом ДеНиро, Умой Турман и Кристофером Уокеном. Летом Марано была занята на съёмках фильма «Спасение Зои» со своей сестрой Ванессой в главной роли. В 2017 Марано приняла участие в трагикомедии «Леди Берд» и в мультсериале «ЛедиБаг и Супер-Кот».

### Музыкальная карьера
Первую свою песню она сочинила в четыре года. С девяти лет девочка серьезно занималась на пианино. 16 октября 2012 года состоялась премьера саундтрека к мультфильму «Феи: Тайна зимнего леса» с песней Лоры «Shine». В феврале 2013 года выходит альбом саундтреков «Austin & Ally: Turn It Up», в котором Лора исполнила несколько треков помимо основных песен, записанных Россом Линчем. «Me and You» дебютировала в чарте Billboard Kid Digital Songs с 13 позиции, прежде чем подняться до шестой строчки и провести там одиннадцать недель. «Redial» дебютировал с 19 места, поднялся до 18 и провёл в том же чарте четыре недели. Осенью того же года Лора записала ещё один дуэт с Россом — «I Love Christmas» для специального рождественского альбома «Holidays Unwrapped». 25 ноября песня была выпущена как промосингл. В 2014 году в сборник «Disney Channel Play It Loud» вошли три песни в исполнении Лоры, которые были записаны для сериала «Остин и Элли». 31 марта 2015 вышел мини-альбом «Austin & Ally: Take It from the Top» для которого она записала четыре песни.
В марте 2015 года Лора сообщила, что подписала контракт с музыкальным лейблом Big Machine Records. 11 марта 2016 года был выпущен дебютный сингл «Boombox»; 4 апреля видеоклип.. В июле 2016 состоялась премьера видеоклипа Лоры на песню «Miraculous», которая стала новым опенингом для второго сезона мультсериала «ЛедиБаг и Супер-Кот». 25 августа состоялась премьера сингла «La La», а 9 сентября состоялась премьера визуального видео. В январе 2017 издание «Billboard» сообщило, что Лора Марано больше не является частью звукозаписывающего лейбла «Big Machine Records». В мае 2017 года Лора подписала контракт с лейблом Warner Brothers.

### Благотворительность
В августе 2013 года Лора стала послом доброй воли ЮНИСЕФ. В августе 2014 года приняла участие в программе «Step Up to the Plate».

## Избранная фильмография
| Год       |   | Русское название                               | Оригинальное название                  | Роль              |
| --------- | - | ---------------------------------------------- | -------------------------------------- | ----------------- |
| 2003—2006 | с | Без следа                                      | Without a Trace                        | Кейт Мэлон        |
| 2004      | с | Новая Жанна д’Арк                              | Joan of Arcadia                        | Эмили             |
| 2005      | с | Медицинское исследование                       | Medical investigation                  | Брук Бекк         |
| 2005      | ф | Пиджак                                         | The Jacket                             | Джеки в юности    |
| 2005      | с | The X’s                                        | The X’s                                | Скаут (озвучка)   |
| 2006      | с | Говорящая с призраками                         | Ghost Whisperer                        | Одри              |
| 2006      | с | Хафф                                           | Huff                                   | Амелия            |
| 2006      | с | Декстер                                        | Dexter                                 | Дебра в детстве   |
| 2007      | с | А ты умнее пятиклассника?                      | Are You Smarter than a 5th Grader?     | В роли самой себя |
| 2011—2016 | с | Остин и Элли                                   | Austin & Ally                          | Элли Доусон       |
| 2012      | с | Disney 365                                     | Disney 365                             | В роли самой себя |
| 2014      | с | Лив и Мэдди                                    | Liv and Maddie                         | Пасть             |
| 2015      | ф | Погоня за красотой                             | Bad Hair Day                           | Моника            |
| 2015      | с | Джесси                                         | Jessi                                  | Элли Доусон       |
| 2016      | ф | Элвин и бурундуки: Грандиозное бурундуключение | Alvin and the Chipmunks: The Road Chip | няня в отеле      |
| 2016      | с | Мать и дочь                                    | Mère et Fille                          | В роли самой себя |
| 2017      | ф | Леди Бёрд                                      | Lady Bird                              | Дайана Гласс      |
| 2019      | ф | Идеальное свидание                             | The Perfect Date                       | Селия Либерман    |
| 2020      | ф | Дедушка НЕлёгкого поведения                    | The War with Grandpa                   | Миа Декер         |

## Дискография
Синглы
- «Boombox» (2016)
- «La La» (2016)